# 足利満詮
足利 満詮（あしかが みつあきら）は、南北朝時代から室町時代にかけての武将。室町幕府第2代将軍・足利義詮の四男。母は紀良子。第3代将軍・足利義満の同母弟にあたる。父・義詮と兄・義満より1字ずつ賜って満詮と名乗る。

## 生涯
幼少期に九州にも足利将軍の親族を置く計画があり、満詮はその候補とされたが実現しなかった。
幕閣にあって常に兄を陰から支えるような立場であり、永和4年（1378年）に義満が東寺に出陣した際には数百の兵を率いて参陣している。
生母の紀良子とともに武者小路の小川第に住み、応永9年（1402年）に従三位参議、応永10年（1403年）12月には従二位権大納言と順調な出世を遂げるが、12月7日に小川第にて義満自らの手による剃髪をもって出家し、法名を勝山道智と称した。
応永23年（1416年）の上杉禅秀の乱の際は、ためらう甥の第4代将軍・義持に対し、早く鎌倉公方・持氏を救援するよう進言している。
応永25年（1418年）5月14日に病没し、等持院にて荼毘に付された。享年55。贈従一位左大臣、諡号は養徳院贈左府とされた。

## 人物
満詮は義満の同母弟として諸大名の敬愛を受けたとされ、その葬儀の際には「諸人これを惜しむこと父の如し」とまで言われたという。
満詮の室に藤原誠子があり、一子地蔵院持円（じえん、将軍・義持より「持」の字を賜う）を産んだが、義満はまだ満詮存命中の応永13年にこれを召し出して、同年一子義承を産ませている。生涯を通して破天荒な女性関係を持ち続けた義満と、常に兄に従順であった満詮との対照的な生き様を物語るエピソードである。
満詮の子女はいずれも僧籍に入ったため、子孫は残らなかったという。なお、『看聞日記』応永25年5月16日条によれば、満詮の病が重くなると、義持の嫡男・義量に嫁がせることを条件に所領を譲る約束をしたが、満詮が亡くなると義持が満詮の娘を無理矢理出家させて義量と離別させたと伝えている。また、『建内記』応永35年正月18日条によれば、義量の病が重くなると、満済と幕閣は一門の中から籤引きして還俗させて将軍家を継がせることになったが、その際に義持から「但於二他人之御猶子一者不レ可二用申一」という条件が付き、候補者が義持の弟4名に絞られたとされているが、これは死の間際まで満詮流を排除して義満流の将軍家を守ろうとした義持の意思とみられる。

## 官歴
※日付＝旧暦
- 1376年（永和2年）1月8日、従五位下に叙す。
- 1380年（康暦2年）2月18日、左馬頭に任官。
- 1387年（至徳4年）1月、従五位上に昇叙。左馬頭如元。
- 1388年（嘉慶2年）12月12日、従四位下に昇叙し、左兵衛督に転任。
- 1402年（応永9年）1月6日、正四位下に昇叙。左兵衛督如元。3月28日、参議に補任。8月21日、従三位に昇叙。8月22日、参議を辞す。
- 1403年（応永10年）6月14日、権中納言に転任。12月3日、従二位に昇叙し、権大納言に転任。12月7日、出家。